# Brenno (gmina)
Brenno (od 1973 Wijewo) – dawna gmina wiejska istniejąca w latach 1934–1954 w woj. poznańskim (dzisiejsze woj. wielkopolskie). Siedzibą władz gminy było Brenno.
Gmina zbiorowa Brenno została utworzona 1 sierpnia 1934 roku w powiecie leszczyńskim w woj. poznańskim z dotychczasowych jednostkowych gmin wiejskich: Brenno, Miastko, Potrzebowo, Wijewo i Zaborowiec oraz z obszaru dworskiego Wijewo. 
Po wojnie gmina zachowała przynależność administracyjną. Według stanu z dnia 1 lipca 1952 roku gmina składała się z 6 gromad: Brenno, Miastko, Potrzebowo, Radomyśl, Wijewo i Zaborowiec. Gmina została zniesiona 29 września 1954 roku wraz z reformą wprowadzającą gromady w miejsce gmin.
Jednostki nie przywrócono 1 stycznia 1973 roku po reaktywowaniu gmin, utworzono natomiast jej terytorialny odpowiednik – gminę Wijewo w powiecie wschowskim w województwie zielonogórskim (obecnie znów w powiecie leszczyńskim).